# Nahla Ramadan
Nahla Ramadan (arabisch نهلة رمضان) (* 4. April 1985 in Alexandria, Al-Iskandariyya) ist eine ägyptische Gewichtheberin.

## Werdegang
Nahla Ramadan wurde in Alexandria geboren. Ihr Vater Mohamed war selbst aktiver Gewichtheber und ägyptischer Meister. Später war er Trainer in Alexandria. Die ältere Schwester Nahlas, Nagham, betätigte sich gleichfalls als Gewichtheberin. Auch Nahla begann schon in jungen Jahren mit dem Gewichtheben. Im Jugend- und Juniorinnenbereich stellten sich erste Erfolge ein. Daraufhin wurde sie in das ägyptische Nationalteam aufgenommen, das von dem bulgarischen Trainer Jordan Iwanow trainiert wurde. Im Trainingszentrum Ras Al-Bar wuchs sie mit hartem Training zu einer Weltklasseathletin heran. Sie steigerte dabei ihre Leistung im Zweikampf innerhalb eines Jahres um über 50 kg und gewann bei den Weltmeisterschaften 2002 und 2003 Medaillen. Pech hatte sie bei den Olympischen Spielen 2004 in Athen, wo sie zu viel wollte und mit drei ungültigen Versuchen im Stoßen ausschied.
Bei den Olympischen Spielen 2012 in London erreichte sie den fünften Platz im Superschwergewicht. 2013 wurde sie allerdings bei einer Trainingskontrolle positiv auf Metandienon getestet und für zwei Jahre gesperrt.
Nahla Ramadan ist Studentin an der Cleopatra Experimental School in Alexandria.

## Internationale Erfolge/Mehrkampf
(OS = Olympische Spiele, WM = Weltmeisterschaft, AS = Afrikaspiele, KG = Körpergewicht)
- 2001, 6. Platz, Juniorinnen-WM in Thessaloniki, bis 63 kg KG, mit 185 kg, Siegerin: Natalja Skakun, Ukraine, 232,5 kg;
- 2002, 3. Platz, WM in Warschau, bis 69 kg KG, mit 245 kg, hinter Pawina Thongsuk, Thailand, 260 kg und Walentina Popowa, Russland, 257,5 kg;
- 2003, 2. Platz, WM in Vancouver, bis 75 kg KG, mit 262,5 kg, hinter Shang Shichun, China, 272,5 kg und vor Slaweika Rusinska, Bulgarien, 252,5 kg;
- 2004, 1. Platz, Juniorinnen-WM in Minsk, bis 75 kg KG, mit 260 kg, vor Swetlana Podobedowa, Russland, 257,5 kg und Yu Honglian, China, 227,5 kg;
- 2004, unplatziert, OS in Athen, bis 75 kg KG, 3 Fehlversuche im Stoßen;
- 2005, 5. Platz, WM in Doha, bis 75 kg KG, mit 259 kg, Siegerin: Liu Chunhong, China, 285 kg vor Natalja Zabolotnaja, Russland, 285 kg
- 2007, 1. Platz, AS in Algier, über 75 kg KG, mit 268 kg

## Medaillen Einzeldisziplinen
- WM-Silbermedaillen: 2003, Reißen, 117,5 kg – 2003, Stoßen, 145 kg
- WM-Bronzemedaillen: 2002, Reißen, 110 kg – 2002, Stoßen, 135 kg